# Claude Bourquard
Claude Bourquard (n. 5 martie 1937, Belfort, Franche-Comté⁠(d), Franța) a fost un scrimer francez, medaliat olimpic. A participat la două ediții ale Jocurilor Olimpice (1964, 1968) în care a câștigat o medalie de bronz.